# Marathon masculin aux Jeux olympiques d'été de 2012
Navigation
Pékin 2008 Rio 2016
L'épreuve du marathon masculin aux Jeux olympiques de 2012 a lieu le 12 août dans les rues de Londres, au Royaume-Uni.
Les limites de qualifications sont de 2 h 15 min 00 pour la limite A et de 2 h 18 min 00 pour la limite B.

## Programme
Tous les heures correspondent à l'UTC+1
| Date                  | Horaire | Manche |
| --------------------- | ------- | ------ |
| Dimanche 12 août 2012 | 10 h 00 | Finale |

## Parcours
- Big Ben
- Cathédrale Saint Paul de Londres
- The Mall (départ et arrivée)
- Tour de Londres

## Records
Avant cette compétition, les records dans cette discipline étaient les suivants :
| Record du monde  | 2 h 03 min 38 s | Patrick Makau  | Kenya | 25 septembre 2011 | Berlin |
| Record olympique | 2 h 06 min 32 s | Samuel Wanjiru | Kenya | 24 août 2008      | Pékin  |

## Médaillés
La remise des médailles, comme le veut la tradition, a lieu lors de la cérémonie de clôture.
| Or                | Argent     | Bronze                   |
| Stephen Kiprotich | Abel Kirui | Wilson Kipsang Kiprotich |

## Résultats
| Place              | Athlète                    | Nationalité                      | Temps           | Notes |
| ------------------ | -------------------------- | -------------------------------- | --------------- | ----- |
| Médaille d'or      | Stephen Kiprotich          | Ouganda                          | 2 h 08 min 01 s |       |
| Médaille d'argent  | Abel Kirui                 | Kenya                            | 2 h 08 min 27 s |       |
| Médaille de bronze | Wilson Kipsang Kiprotich   | Kenya                            | 2 h 09 min 37 s |       |
| 4                  | Mebrahtom Keflezighi       | États-Unis                       | 2 h 11 min 06 s |       |
| 5                  | Marílson dos Santos        | Brésil                           | 2 h 11 min 10 s |       |
| 6                  | Kentaro Nakamoto           | Japon                            | 2 h 11 min 16 s |       |
| 7                  | Cuthbert Nyasango          | Zimbabwe                         | 2 h 12 min 08 s | PB    |
| 8                  | Paulo Roberto Paula        | Brésil                           | 2 h 12 min 17 s |       |
| 9                  | Henryk Szost               | Pologne                          | 2 h 12 min 28 s |       |
| 10                 | Ruggero Pertile            | Italie                           | 2 h 12 min 45 s |       |
| 11                 | Viktor Röthlin             | Suisse                           | 2 h 12 min 48 s |       |
| 12                 | Oleksandr Sitkovskyy       | Ukraine                          | 2 h 12 min 56 s | SB    |
| 13                 | Franck de Almeida          | Brésil                           | 2 h 13 min 35 s |       |
| 14                 | Aleksey Reunkov            | Russie                           | 2 h 13 min 49 s |       |
| 15                 | Wirimai Juwawo             | Zimbabwe                         | 2 h 14 min 09 s | SB    |
| 16                 | Michael Shelley            | Australie                        | 2 h 14 min 10 s |       |
| 17                 | Emmanuel Kipchirchir Mutai | Kenya                            | 2 h 14 min 49 s |       |
| 18                 | Rachid Kisri               | Maroc                            | 2 h 15 min 09 s |       |
| 19                 | Yared Asmerom              | Érythrée                         | 2 h 15 min 24 s |       |
| 20                 | Dylan Wykes                | Canada                           | 2 h 15 min 26 s |       |
| 21                 | Raúl Pacheco               | Pérou                            | 2 h 15 min 35 s |       |
| 22                 | Eric Gillis                | Canada                           | 2 h 16 min 00 s |       |
| 23                 | Dmitriy Safronov           | Russie                           | 2 h 16 min 04 s |       |
| 24                 | Carles Castillejo          | Espagne                          | 2 h 16 min 17 s |       |
| 25                 | Iaroslav Musinschi         | Moldavie                         | 2 h 16 min 25 s |       |
| 26                 | Marius Ionescu             | Roumanie                         | 2 h 16 min 28 s |       |
| 27                 | Reid Coolsaet              | Canada                           | 2 h 16 min 29 s |       |
| 28                 | Martin Dent                | Australie                        | 2 h 16 min 29 s | SB    |
| 29                 | Vitaliy Shafar             | Ukraine                          | 2 h 16 min 36 s |       |
| 30                 | Lee Merrien                | Grande-Bretagne                  | 2 h 17 min 00 s |       |
| 31                 | Ignacio Caceres            | Espagne                          | 2 h 17 min 11 s |       |
| 32                 | Duhaeng Lee                | Corée du Sud                     | 2 h 17 min 19 s |       |
| 33                 | Faustine Mussa             | Tanzanie                         | 2 h 17 min 39 s |       |
| 34                 | Jose Carlos Hernandez      | Espagne                          | 2 h 17 min 48 s |       |
| 35                 | Miguel Barzola             | Argentine                        | 2 h 17 min 54 s |       |
| 36                 | Urige Buta                 | Norvège                          | 2 h 17 min 58 s |       |
| 37                 | Grigoriy Andreev           | Russie                           | 2 h 18 min 20 s |       |
| 38                 | Jose Amado Garcia          | Guatemala                        | 2 h 18 min 23 s |       |
| 39                 | Daniel Vargas              | Mexique                          | 2 h 18 min 26 s |       |
| 40                 | Ryo Yamamoto               | Japon                            | 2 h 18 min 34 s |       |
| 41                 | Jesper Faurschou           | Danemark                         | 2 h 18 min 44 s |       |
| 42                 | Kari Steinn Karlsson       | Islande                          | 2 h 18 min 47 s |       |
| 43                 | Lusapho April              | Afrique du Sud                   | 2 h 19 min 00 s |       |
| 44                 | Mike Tebulo                | Malawi                           | 2 h 19 min 11 s | SB    |
| 45                 | Arata Fujiwara             | Japon                            | 2 h 19 min 11 s |       |
| 46                 | Primoz Kobe                | Slovénie                         | 2 h 19 min 28 s |       |
| 47                 | Guor Marial                | IOA                              | 2 h 19 min 32 s |       |
| 48                 | Luis Feiteira              | Portugal                         | 2 h 19 min 40 s | SB    |
| 49                 | Stephen Mokoka             | Afrique du Sud                   | 2 h 19 min 52 s |       |
| 50                 | Miguel Angel Almachi       | Équateur                         | 2 h 19 min 53 s |       |
| 51                 | Ser-Od Bat-Ochir           | Mongolie                         | 2 h 20 min 10 s |       |
| 52                 | Song-Chol Pak              | Corée du Nord                    | 2 h 20 min 20 s |       |
| 53                 | Kwang-Hyok Kim             | Corée du Nord                    | 2 h 20 min 20 s |       |
| 54                 | Dong Guojian               | Chine                            | 2 h 20 min 39 s |       |
| 55                 | Anuradha Cooray            | Sri Lanka                        | 2 h 20 min 41 s |       |
| 56                 | Methkal Abu Drais          | Jordanie                         | 2 h 21 min 00 s |       |
| 57                 | Mark Kenneally             | Irlande                          | 2 h 21 min 13 s |       |
| 58                 | Yonas Kifle                | Érythrée                         | 2 h 21 min 25 s |       |
| 59                 | Ivan Babaryka              | Ukraine                          | 2 h 21 min 52 s |       |
| 60                 | Carlos Cordero             | Mexique                          | 2 h 22 min 08 s |       |
| 61                 | Scott Overall              | Grande-Bretagne                  | 2 h 22 min 37 s |       |
| 62                 | Pedro Mora                 | Venezuela                        | 2 h 22 min 40 s |       |
| 63                 | Jeff Hunt                  | Australie                        | 2 h 22 min 59 s |       |
| 64                 | Stsiapan Rahautsou         | Biélorussie                      | 2 h 23 min 23 s |       |
| 65                 | Cesar Lizano               | Costa Rica                       | 2 h 24 min 16 s |       |
| 66                 | Samson Ramadhani           | Tanzanie                         | 2 h 24 min 53 s | SB    |
| 67                 | Jan Kreisinger             | République tchèque               | 2 h 25 min 03 s |       |
| 68                 | Mohammed Abduh Bakhet      | Qatar                            | 2 h 25 min 17 s |       |
| 69                 | Jussi Utriainen            | Finlande                         | 2 h 26 min 25 s |       |
| 70                 | Arturo Malaquias           | Mexique                          | 2 h 26 min 37 s |       |
| 71                 | Wissem Hosni               | Tunisie                          | 2 h 26 min 43 s |       |
| 72                 | Tamás Kovács (en)          | Hongrie                          | 2 h 27 min 48 s |       |
| 73                 | Sinkweon Jang              | Corée du Sud                     | 2 h 28 min 20 s |       |
| 74                 | Toni Bernadó               | Andorre                          | 2 h 28 min 34 s |       |
| 75                 | Marcel Tschopp             | Liechtenstein                    | 2 h 28 min 54 s |       |
| 76                 | Bekir Karayel              | Turquie                          | 2 h 29 min 38 s |       |
| 77                 | Chia-Che Chang             | Taipei chinois                   | 2 h 29 min 58 s |       |
| 78                 | Ram Singh Yadav            | Inde                             | 2 h 30 min 06 s |       |
| 79                 | Jean Pierre Mvuyekure      | Rwanda                           | 2 h 30 min 19 s |       |
| 80                 | Konstandinos Poulios       | Grèce                            | 2 h 33 min 17 s |       |
| 81                 | Zohar Zemiro               | Israël                           | 2 h 34 min 59 s |       |
| 82                 | Jinhyeok Jeong             | Corée du Sud                     | 2 h 38 min 45 s |       |
| 83                 | Juan Carlos Cardona        | Colombie                         | 2 h 40 min 13 s |       |
| 84                 | Augusto Soares             | Timor oriental                   | 2 h 45 min 09 s |       |
| 85                 | Tsepo Ramonene             | Lesotho                          | 2 h 55 min 54 s |       |
| –                  | Li Zicheng                 | Chine                            | –               | DNF   |
| –                  | Ilunga Mande Zatara        | République démocratique du Congo | –               | DNF   |
| –                  | Darko Zivanovic            | Serbie                           | –               | DNF   |
| –                  | Günther Weidlinger         | Autriche                         | –               | DNF   |
| –                  | Abraham Kiprotich          | France                           | –               | DNF   |
| –                  | Patrick Tambwe             | France                           | –               | DNF   |
| –                  | Valerijs Zolnerovics       | Lettonie                         | –               | DNF   |
| –                  | Ali Mabrouk El Zaidi       | Libye                            | –               | DNF   |
| –                  | Ryan Hall                  | États-Unis                       | –               | DNF   |
| –                  | Abdihakem Abdirahman       | États-Unis                       | –               | DNF   |
| –                  | Getu Feleke                | Éthiopie                         | –               | DNF   |
| –                  | Dino Sefir                 | Éthiopie                         | –               | DNF   |
| –                  | Samuel Tsegay              | Érythrée                         | –               | DNF   |
| –                  | Ayele Abshero              | Éthiopie                         | –               | DNF   |
| –                  | Tayeb Filali               | Algérie                          | –               | DNF   |
| –                  | Rui Pedro Silva            | Portugal                         | –               | DNF   |
| –                  | Coolboy Ngamole            | Afrique du Sud                   | –               | DNF   |
| –                  | Abderrahime Bouramdane     | Maroc                            | –               | DNF   |
| –                  | Roman Prodius              | Moldavie                         | –               | DNF   |
| –                  | Abdellatif Meftah          | France                           | –               | DNF   |

## Légende
Records et Performances
- AR : Record continental (area record)
- CR : Record des championnats (championship record)
- MR : Record du meeting (meet record)
- NR : Record national (national record)
- OR : Record olympique (olympic record)
- PR : Record paralympique (paralympic record)
- PB : Record personnel (personal best)
- SB : Meilleure performance personnelle de la saison (season's best)
- WL : Meilleure performance mondiale de l'année (world leader)
- WJR : Record du monde junior (world junior record)
- WR : Record du monde (world record)

Circonstances et Conditions
- DNF : N'a pas terminé (did not finish)
- DNS : N'a pas pris le départ (did not start)
- DQ : Disqualification (disqualification)
- NM : Aucun essai valable enregistré (No Mark)
- Q : Qualifié « directement » au prochain tour (ou à la prochaine compétition), lors d'une compétition majeure, grâce au classement ou à la réalisation des minima (automatic qualifier)
- q : Qualifié au prochain tour (ou à la prochaine compétition), lors d'une compétition majeure, grâce au repêchage ou à la réalisation de l'une des meilleures performances parmi celles des « non qualifiés directement » (grâce au meilleur temps ou à la meilleure distance par exemple) (secondary qualifier)